# Tommy Smith (Rennfahrer)

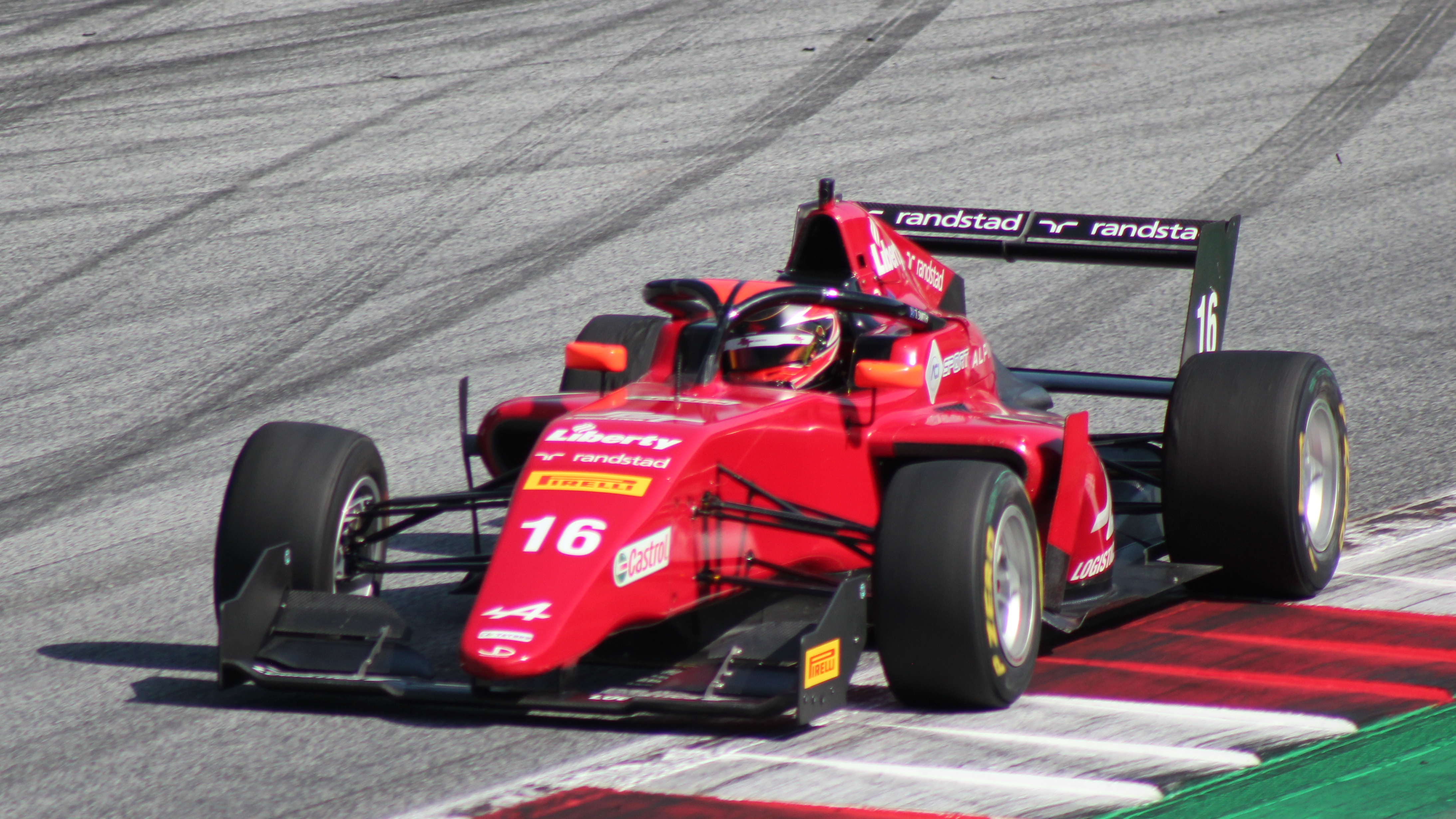
Tommy Smith in der Formula Regional European Championship in Österreich (2021)

Tommy Smith (* 6. Juni 2002 in Melbourne) ist ein australischer Automobilrennfahrer.

## Karriere

### Formelsport
Über Tommy Smiths Zeit im Kartsport ist nicht viel bekannt, seine Karriere im Formelsport begann 2017, als er in der neuseeländischen Formel-Ford-Meisterschaft antrat. Er beendete die Saison auf dem 18. Platz im Endklassement, er erzielte eine einzige Podiumsplatzierung als Dritter im ersten Rennen im Teretonga Park in Invercargill.
Nach nur einer Saison in der Rennfahrer-Einsteigerklasse wechselte Smith weiter in die asiatische Formel-3-Meisterschaft, wo er mit dem irischen Rennteam Pinnacle Motorsport an den Start ging; Smith übersprang damit die australische Formel-4-Meisterschaft. In seiner ersten Saison erzielte er während der Saison nur vereinzelt Punkte, seine beste Platzierung war eine achte Position im letzten Rennen in Shanghai. Smith fand sich am Ende der Saison auf dem 18. Platz der Fahrerwertung wieder; ein Punkt hinter Tom Beckhäuser und sieben Punkte hinter Jamie Chadwick auf Position 14. 2020 trat Smith, dieses Mal mit dem chinesischen Rennteam Absolute Racing, erneut in der asiatischen Formel-3-Meisterschaft an. Er platzierte sich dieses Jahr regelmäßig in den Punkterängen jedoch fuhr er bei keinem Rennen auf das Podest; seine beste Platzierung zwei sechste Plätze, beide am letzten Rennwochenende am Chang International Circuit beim ersten und dritten Rennen. Hinter Smith lagen unter anderem Michael Below, Tatiana Calderón und Jake Hughes, allerdings nahmen alle drei Fahrer nur an vereinzelt ausgewählten Rennen teil.
Für 2020 wäre Smith außerdem zusammen mit dem Finnen William Alatalo für das italienische Rennteam JD Motorsport im Formel Renault Eurocup angetreten, wo er auch schon die Vorsaison-Testfahrten erledigte, jedoch durfte der Australier Smith wegen Reisebeschränkungen aufgrund der globalen COVID-19-Pandemie nicht an den Rennen teilnehmen; er wurde im Verlauf der Saison durch den Spanier David Vidales ersetzt. Als Ersatz für die verpasste Meisterschaft nahm Smith an der australischen S5000-Meisterschaft, eine nationale Formel-3-Meisterschaft, die nur in Australien stattfindet, teil.
Mit der neuen Saison 2021 trat Smith zusammen mit JD Motorsport an der Formula Regional European Championship, eine FIA-zertifizierte kontinentale Formel-3-Meisterschaft, die nach 2020 mit dem Formel Renault Eurocup fusionierte, an. Dort platzierte er sich zu Saisonende punktelos auf dem 31. Platz, ein 17. Platz in Le Castelett stellte sein bestes Rennergebnis dar. 

### E-Sport
Während der Zwangspause aufgrund von COVID-19 nahm Smith an vier virtuellen Rennen des Formel Renault Eurocups teil. Er blieb bei allen teilgenommenen Rennen punktelos und lag im Endklassement auf dem 30. Platz.

## Statistik

### Karrierestationen
| - 2017/18: Neuseeländische Formel Ford (South Island Series) (Platz 19) - 2017/18: Neuseeländische Formel Ford (Platz 18) - 2019: Asiatische Formel 3 (Platz 18) - 2020: Asiatische Formel 3 (Platz 10) | - 2021: Australische S5000-Meisterschaft (Platz 12) - 2021: Formula Regional European Championship (Platz 31) - 2022: GB3 Championship - 2023: Formel 3 Meisterschaft |

### Einzelergebnisse in der asiatischen Formel-3-Meisterschaft
| Jahr | Team     | 1   | 2   | 3   | 4   | 5   | 6   | 7   | 8   | 9   | 10  | 11  | 12  | 13  | 14  | 15  | Punkte | Rang |
| ---- | -------- | --- | --- | --- | --- | --- | --- | --- | --- | --- | --- | --- | --- | --- | --- | --- | ------ | ---- |
| 2019 | Pinnacle | SEP | SEP | SEP | CHA | CHA | CHA | SUZ | SUZ | SUZ | SI1 | SI1 | SI1 | SI2 | SI2 | SI2 | 11     | 18.  |
| 2019 | Pinnacle | 12  | 13  | 13  | DNF | DNS | 10  | 15  | DNF | DNF | 9   | 10  | 10  | DNF | 9   | 8   | 11     | 18.  |
| 2020 | Absolute | SE1 | SE1 | SE1 | DUB | DUB | DUB | ABU | ABU | ABU | SE1 | SE1 | SE1 | CHA | CHA | CHA | 48     | 10.  |
| 2020 | Absolute | 10  | 11  | 10  | 8   | 12  | 13  | 12  | DNF | 8   | 7   | 11* | 7   | 6   | 9   | 6   | 48     | 10.  |